# ماتیو گوردن
ماتیو گوردن (فرانسوی: Mathieu Gourdain‎؛ زادهٔ ۴ مهٔ ۱۹۷۴) شمشیرباز اهل فرانسه است.
وی در مسابقات کشوری و بین‌المللی در مجموع برندهٔ ۲ مدال نقره شده است.